# Bande de bras Metz 1944

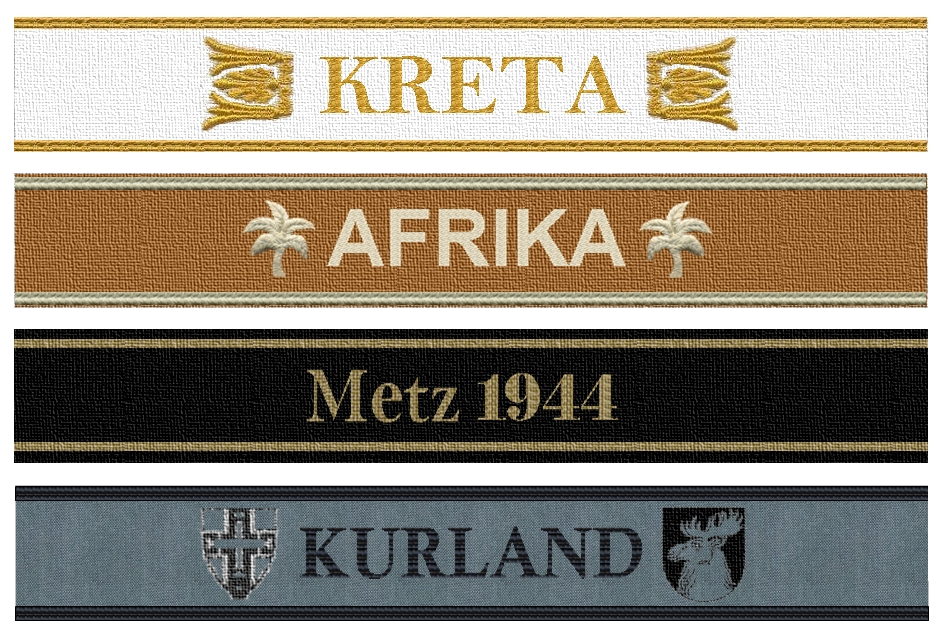
Armelband Metz 1944

La bande de bras « Metz 1944 », ou Ärmelband Metz 1944, est un insigne distinctif allemand, créé en octobre 1944 par Adolf Hitler, pour distinguer les combattants allemands ayant participé à la bataille de Metz en Lorraine.

## Contexte historique
L' « Ärmelband Metz 1944 » est créé par Adolf Hitler le 24 octobre 1944, pour distinguer les combattants allemands ayant participé à la bataille de Metz entre le 27 août et le 25 septembre 1944. La bataille de Metz, qui opposait la 1re armée du général Knobelsdorff à la 3e armée du général Patton ne s'acheva qu'en décembre 1944, après la reddition du fort Kaiserin le 13 décembre 1944. L’objectif de l’État-major allemand, qui était de gagner du temps en fixant le plus longtemps possible les troupes américaines devant Metz, en avant de la ligne Siegfried, sera donc largement atteint.

## Attribution
L'ordonnance stipule qu'« à la suite de la défense héroïque de la forteresse de Metz par le groupe de combat von Siegroth, combat mené contre un adversaire largement supérieur en nombre et en matériel, le Führer a décidé la création d’une bande de bras pour immortaliser ce fait d’armes, comme décoration et insigne commémoratif, elle portera l’inscription Metz 1944 ».
Sont autorisés à porter l’insigne de bras « Metz 1944 », les membres du Kampfgruppe von Siegroth, qui se composait ainsi :
- 552e Grenadier-Ersatz-Regiment
- 35e Artillerie-Ersatz-Regiment
- 3e Brückenbau-Ersatz- und Ausbildungs-Bataillon
- Fahnenjunkerschule VI des Heeres « Metz » (environ 1 800 Fahnenjunker)
- Unterführerschule du Wehrkreis XII (1 500 hommes) sous les ordres de l’Oberst Wagner
- Nachrichtenschule der Waffen-SS Metz (environ 2 000 hommes)
- Sicherungs-Regiment 1010
- Unités de la 17e SS-Panzer-Grenadier-Division « Götz von Berlichingen »
- 462e Füsilier-Bataillon du Major Voss
- Formation de 2 000 soldats de diverses unités, ayant intégré la 462e Infanterie-Division

## Description
Environ 8 000 combattants de toutes armes, ayant appartenu au « groupe de combat von Siegroth » étaient ainsi autorisés à porter cette bande, cousue sur l’avant-bras gauche de l'uniforme. L’insigne de bras était une bande de tissu noir bordée d'une soutache en fils d'argent, portant l’inscription « Metz 1944 », brodée en fil d'argent. La bande de bras pouvait être portée comme « distinction de combat » pour tous les membres du « Kampfgruppe von Siegroth », et comme « insigne commémoratif » pour tous les officiers, fonctionnaires, sous-officiers et hommes de troupe de la Schule VI für Fahnenjunker der Infanterie Metz, l'école des officiers d'infanterie de Metz. L'attribution pouvait être faite à titre posthume, la famille du disparu recevant alors seulement le brevet, ou Besitzzeugnis.

## Sources
- (de) Kurt-Gerhard Klietmann, Auszeichnungen des Deutschen Reiches. 1936–1945, Motorbuch, Stuttgart, 1981.

## Liens
- (de) L’insigne de bras « Metz 1944 » sur le site lexikon-der-wehrmacht.de